# Savannah (France)
Pour les articles homonymes, voir Savanah.
Savannah, ou Savanna, est une localité de l'île de La Réunion, département d'outre-mer français dans le sud-ouest de l'océan Indien. Elle constitue un quartier du nord-est de la commune de Saint-Paul qui s'est développé autour de l'ancienne usine sucrière de Savannah.
On y trouve notamment la cheminée de Savanna et la Grande Maison, toutes deux classées monuments historiques mais aussi le centre commercial de Savanah. 
Compétition de course à pied organisée chaque année, la boucle du Bassin Vital y prend son départ.

## Toponymie
En 1820, Olive Lemarchand propriétaire terrien donne ce nom au domaine qu'il a racheté, en hommage à la capitale de la Géorgie. Sa production de coton Sea Island était alors vendue aux Américains. Puis le domaine se tourne vers la culture et l'exploitation de la canne à sucre, jusqu'en 1985. 
Le poète historien réunionnais Jules Hermann y voit quant à lui une origine malgache, savane désignant un « terrain qu'on déblaie ».

## Histoire du domaine sucrier

### XIXe siècle
Situé au lieu-dit Parc à Jacques, la propriété est rachetée par Olive Lemarchand à la famille Lacaille et agrandie petit à petit. Dans ce domaine existait déjà une grande bâtisse, construite en 1772 par le ministère de la Marine et des colonies, qui servit d'hôpital, puis de lazaret. En 1803, le domaine est revendu à des colons, les familles Troussail et Lacaille, puis à Olive Lemarchand qui décide d'utiliser la maison comme logement des directeurs de l'usine sucrière qu'il crée parallèlement.
Il conçoit un canal depuis la rivière des Galets, le canal Lemarchand, qui va contribuer à alimenter son usine mais aussi celles de colons voisins, et à irriguer les plantations de canne à sucre. Il utilise l'innovation technologique développée par Gimart et Wetzell. Propriétaire de plus de 300 travailleurs, Olive Lemarchand est aussi un homme influent au sein du Conseil municipal constitué de sucriers comme lui. Il est élu maire de 1847 jusqu'à sa mort en 1849.
La propriété revient alors à sa sœur Eléonore mariée Hoarau de la Source, elle-même déjà propriétaire d'une sucrerie à Saint-Paul. Une deuxième usine est construite au Piton Saint-Paul, en association avec la famille La Hogue. Avec la crise de la canne, le domaine change à plusieurs reprises de propriétaires : Hervé Le Coat de Kerveguen, Theodore Stephanon, Dieudonné Laroche. 

### XXe siècle
En 1915 les nouveaux propriétaires sont la Société Civile de l'Eperon appartenant à Anatole Hugot qui entreprend des travaux de modernisation importants ; puis Mickaël de Villèle et Adrien Lagourgue.
Avec la fermeture d'usines des Hauts moins rentables, l'usine polarise petit à petit l'activité de la canne à sucre dans le secteur Nord-Ouest et devient un employeur important. C'est un village sucrier qui se crée autour de l'usine début 20e siècle avec une véritable cité ouvrière d'une soixantaine de maisons en dur toutes semblables, réservées au personnel permanent, cadres et ouvriers. Les autres employés, immigrés engagés sous contrat, sont logés dans un camp à proximité au lieu-dit La Perrière. Un temple malbar, lieu de culte est installé pour la main-d'œuvre d'origine indienne d'abord près de l'usine puis déplacé au quartier Bonaparte. Une église catholique est également construite près des maisons des employés et cadres. Plus tard, en 1947, la société crée un terrain de football pour l'équipe locale La Flèche d'or ; des matches importants s'y jouent à l'époque (c'est actuellement le stade Willy Aubras).
Le cyclone de 1948 n'épargne pas la sucrerie et abîme lourdement la Grande maison, utilisée dès la Seconde Guerre mondiale comme entrepôt de stockage des sacs de sucre ne pouvant être exportés faute de transports extérieurs. Cette année-là, le domaine est racheté par le Cabinet Emile Hugot (fils d'Anatole Hugot) et fusionné avec plusieurs autres usines pour former le groupe Sucreries de Bourbon.
L'usine fonctionne jusqu'en 1985 et la distillerie jusqu'en 1992. En 1987 la Société Anonyme Agricole et Industrielle de Savanna est créée.
Une reconversion de la zone s'opère peu à peu, vers une activité de grande distribution avec l'ouverture du premier hypermarché de l'Ouest en 1992 sous l'enseigne Cora. 1998 voit la création du Groupe Bourbon qui vend alors des terrains à la commune de Saint-Paul pour développer une zone d'activités commerciale.

### XXIe siècle
Le Groupe Bourbon diversifiant ses activités économiques, lance en 2005 la filiale CBo Territoria chargée à l'échelle de la Réunion d'aménager le patrimoine foncier et industriel issu de la canne à sucre.
Les bâtiments de l'usine sont en partie reconvertis en centre d'affaires. La "balance", plateforme de pesée de la canne, installée dans la première moitié du 20e siècle, vers laquelle convergeaient charrettes, tracteurs et camions des planteurs des environs, a disparu. Les silos à sucre toujours présents dans le paysage mais inutilisés, rappellent l'activité sucrière du lieu. Les maisons ouvrières caractéristiques, vendues à leurs occupants dans les années 90 sont toujours visibles. La Grande maison, bien que classée monument historique en 1998, est quant à elle abandonnée. 
La Maison de la Réserve naturelle nationale de l’Étang de Saint-Paul est installée près de la Grande Maison. 

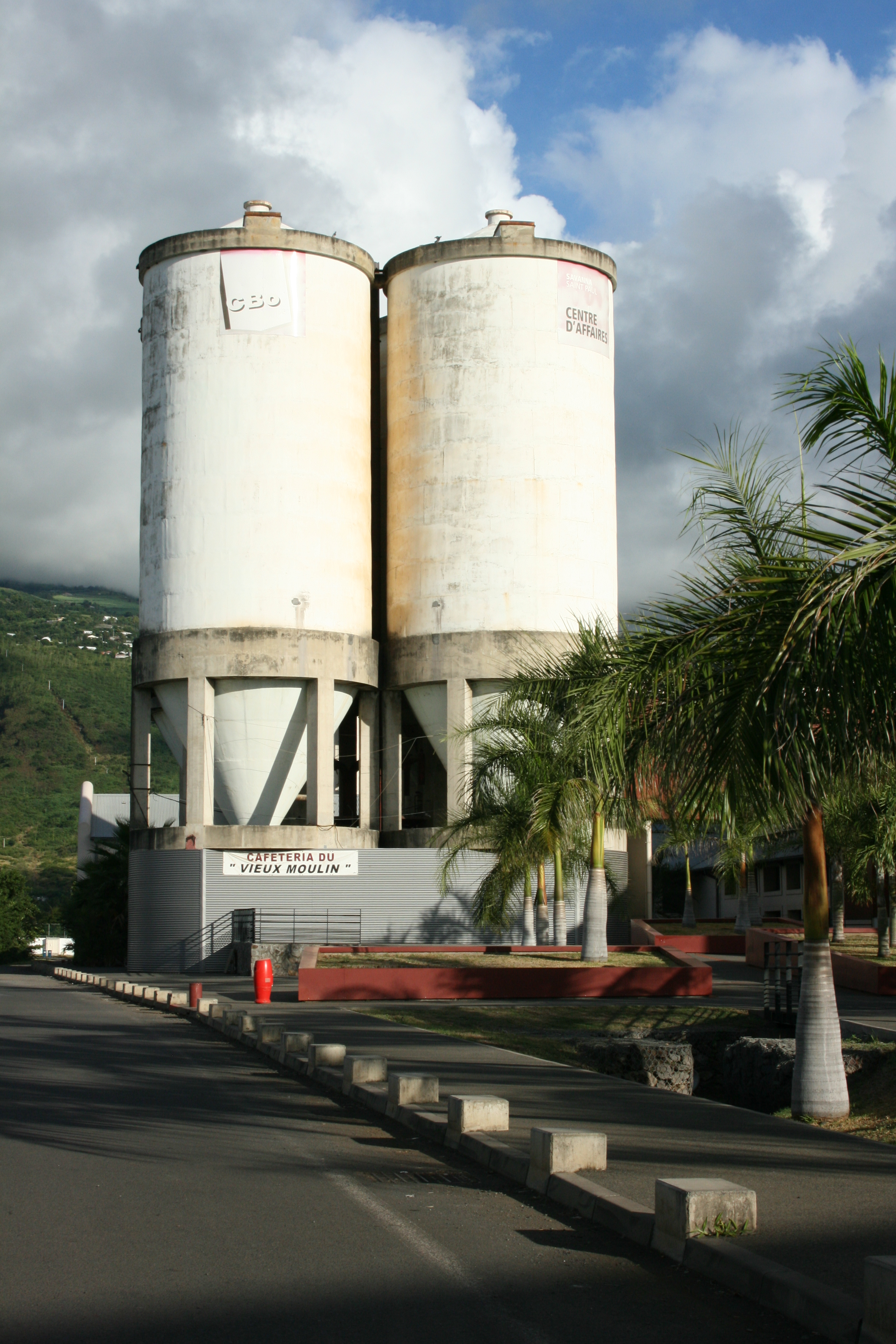
Silos à sucre de Savanna